# Eggenburger Bruderschaft
Mit Eggenburger Bruderschaft wurde die Zunftvereinigung der Steinmetze und Bildhauer in Eggenburg, Niederösterreich, bezeichnet. Eggenburg unterstand zuerst der Haupthütte zu Wien und wurde 1629 eigenständige Viertellade, ein Zunftbezirk.
Stein wurde um Eggenburg bereits im Mittelalter gebrochen, darunter Stein für den Stephansdom in Wien. Im 17. Jahrhundert führten nach dem siegreichen Ende der  Zweiten Türkenbelagerung die anwachsenden Bautätigkeiten der Barockzeit in Wien zu einer Nachfrage nach Baumaterial, darunter nach Stein aus der Gegend um Eggenburg. Es fanden sich dort bekannte Steinbrüche, die unter anderem der Eggenburger Bruderschaft ihre Materialien liefern konnten und zur Entwicklung eines Zentrums der  Steinmetzkunst in der Region um Eggenburg beitrugen. Meist verwendete Steinarten waren: 
- Zogelsdorfer Stein, ein bei  Zogelsdorf abgebauter Bildhauerstein.
- Kaiserstein aus dem Kaisersteinbruch, der härteste Stein des Leithagebirges.

Zu den bedeutenden Mitgliedern der Eggenburger Bruderschaft oder ihrem Umkreis gehören die folgenden Personen:
- Franz Leopold Farmacher
- Reichardt Fux
- Adam Haresleben
- Johann Georg Haresleben
- Thomas Haresleben
- Franz Hieß
- Georg Andreas Högl
- Johann Caspar Högl
- Johann Gallus Hügel
- Matthias Knox
- Johann Thomas Schilck
- Johann Georg Schmutzer
- Jakob Seer
- Andreas Steinböck
- Gabriel Steinböck
- Veith Steinböck
- Wolfgang Steinböck
- Franz Strickner
- Johann Michael Strickner
- Mathias Strickner
- Paul Strickner
- Joseph Winkler
- Matthias Winkler